# جون كيارني
جون كيارني (بالإنجليزية: John Kearney)‏ هو نحات أمريكي، ولد في 31 أغسطس 1924، وتوفي في 10 أغسطس 2014.